# Overwhelmingly Large Telescope

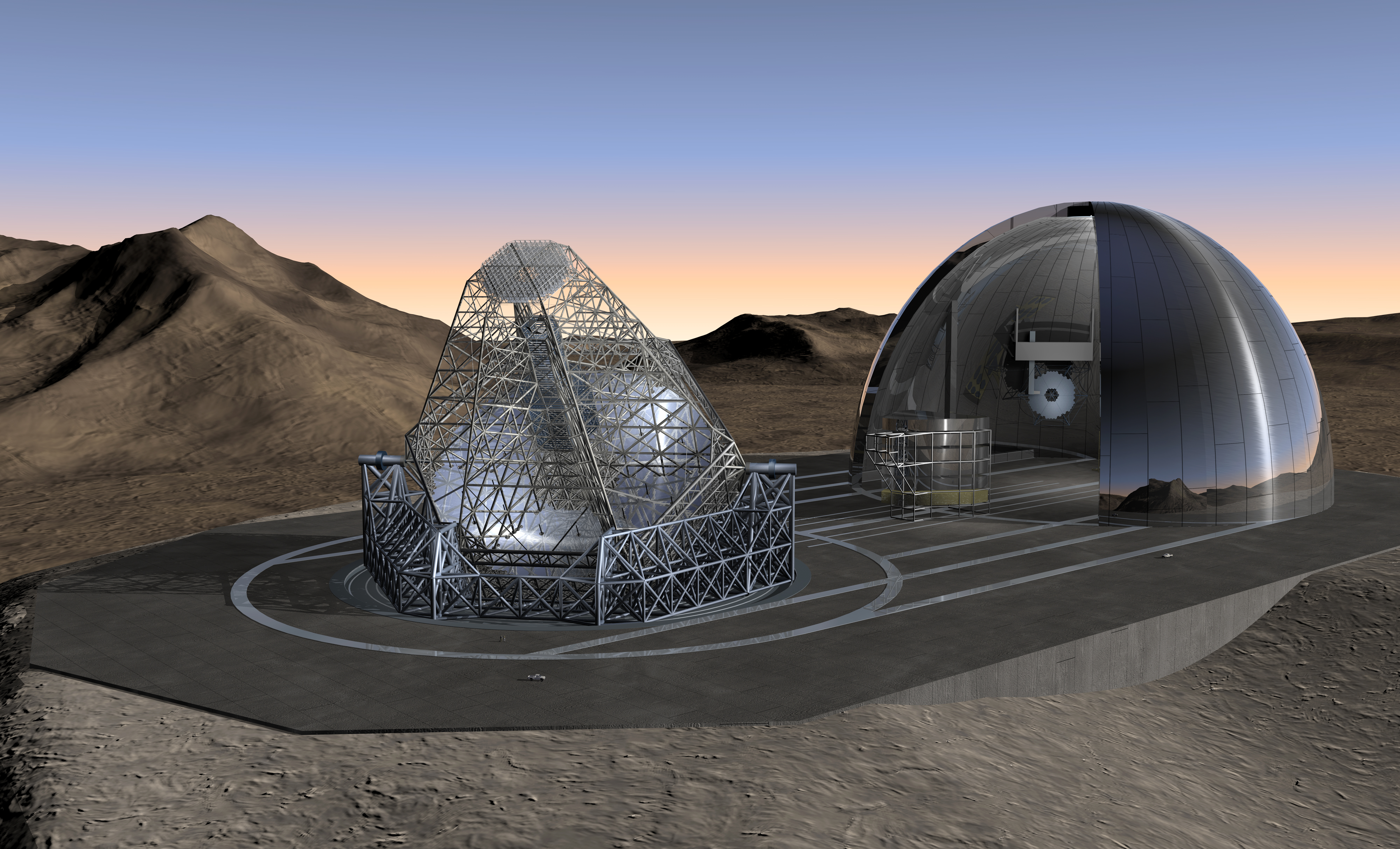
Computergenerierte Darstellung des OWL-Teleskops. Zum Größenvergleich sind Personen und Autos erkennbar.

Overwhelmingly Large Telescope (OWL) war der Arbeitstitel einer Teleskopstudie der Europäischen Südsternwarte (ESO). Die Idee zum Bau des OWL-Teleskops entstand in den 1990er Jahren am Caltech (California Institute of Technology). Der Durchmesser des Primärspiegels  des Teleskops sollte 100 m betragen. Nachdem es schon ein Very Large Telescope (engl. für Sehr Großes Teleskop, kurz VLT) gab, nannte man das neue Projekt etwas selbstironisch Overwhelmingly Large Telescope (Überwältigend Großes Teleskop). Gleichzeitig spielt der Name auf die guten Nachtsichtfähigkeiten der Eule (engl. owl) an. Das OWL wird ebenso wie die Studie EURO-50 seit Ende 2005 nicht mehr weiter verfolgt. Stattdessen wird das Extremely Large Telescope mit 39 m Spiegeldurchmesser errichtet.

## Größenverhältnisse

Größenverhältnisse bestehender und geplanter Großteleskope

Dieses erdgebundene optische Teleskop hätte einen Primärspiegel von 100 m Durchmesser und damit etwa die hundertfache Fläche und also das hundertfache Lichtsammelvermögen der damals größten Teleskopspiegel (Keck-Teleskope, Mauna Kea). Die Fläche des Primärspiegels wäre größer als die Fläche aller derzeit im Betrieb befindlichen Profi-Teleskope zusammen gewesen. Selbst der Sekundärspiegel wäre mit 30 m Durchmesser überwältigend groß. Beide Spiegel wären – jeweils – nicht aus einem Stück gefertigt (was technisch nicht machbar und wegen des extrem hohen Gewichts auch unsinnig wäre), sondern aus Hunderten von Spiegelsegmenten zusammengesetzt. Der Hauptspiegel sollte aus 3048 hexagonalen Einzelsegmenten, der Sekundärspiegel aus 216 Segmenten bestehen. Alle Segmente des Hauptspiegels sollten zur Kosteneinsparung die gleiche Krümmung aufweisen und zusammen eine sphärische statt der üblichen parabolischen oder hyperbolischen Fläche bilden.
So sollten Auflösungen von nur 0,001 Bogensekunden möglich werden. Mit einem OWL könnte man Sterne bis zur 38. Magnitude (mag) beobachten. Mit dem Hubble-Weltraumteleskop ist eine Beobachtung bis 31 mag möglich – das heißt, man könnte mit OWL noch etwa 625 Mal lichtschwächere Objekte als mit Hubble beobachten, bzw. 625 Billionen Mal schwächere Objekte als mit freiem Auge unter optimalen Sichtbedingungen.

## Konstruktion

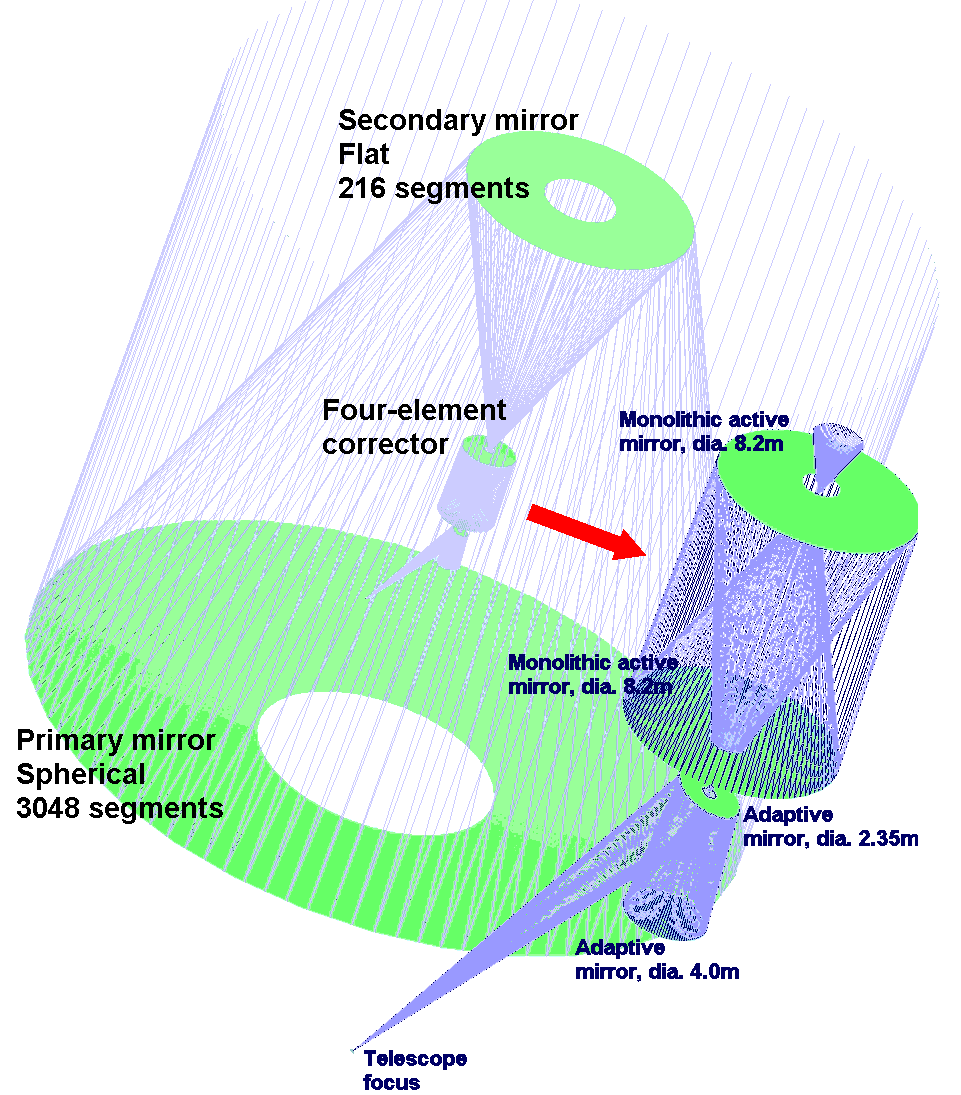
Am planen Sekundärspiegel gefalteter Strahlengang des OWL-Teleskopes. Detailvergrößerung des Korrektors.

Anders als bisherige Großteleskope sollte OWL nicht unter einer Kuppel montiert sein, sondern selbst frei stehen und tagsüber oder bei Schlechtwetter von einer etwa 220 m großen, freitragenden Halle geschützt werden. Diese wäre für Beobachtungen zur Seite gefahren worden.
Ein wichtiges Problem wäre, das Gewicht durch den Einsatz neuartiger Werkstoffe und Bauformen möglichst klein zu halten, da das Teleskop ja mit größter Präzision bewegt werden muss. Die Untersuchungen gingen von insgesamt 15.000 Tonnen Gesamtgewicht aus. Dafür sollten 300 Drehgestelle mit Friktionsantrieb eingesetzt werden, die auf kreisförmigen Bahnen laufen.
Der geplante optische Aufbau bestand aus einem sphärischen Primärspiegel, einem planen Sekundärspiegel und einem vierelementigen katoptrischen Korrektor. Der sphärische Primärspiegel lässt sich aus uniformen Segmenten zusammensetzen; der ebene Sekundärspiegel ist vergleichsweise unempfindlich gegen Lageänderungen, die sich bei der Größe des Teleskops nur schwer vermeiden lassen. Der Korrektor gleicht die sphärische Aberration des Primärspiegels aus und beinhaltet die adaptive Optik, welche atmosphärische Störungen des Lichteinfalls kompensiert.
Der Korrektor müsste auch die relativ starke Deformation der offenen Spiegelkonstruktion durch Wind ausgleichen.
Die Gesamtkosten wurden mit etwa 1,2 Milliarden Euro veranschlagt.

## Standort
Verschiedene Standorte waren für das Riesenteleskop im Gespräch, unter anderem die nordchilenische Atacamawüste, wo sich schon Großteleskope, wie z. B. das Very Large Telescope befinden, oder die kanarischen Inseln, wo 2005 das Gran Telescopio Canarias fertiggestellt wurde. Auch über einen Standort nahe oder in der Antarktis wurde nachgedacht, nachdem Untersuchungen ergeben haben, dass die dort auf 75 Grad südlicher Breite 3200 m über dem Meeresspiegel gelegene Hochebene Dome C der mit Abstand günstigste Platz auf der Erde für ein Teleskop wäre: sehr saubere Luft, so gut wie kein Streulicht, wenig Wind, trockeneres Klima als in der Sahara, dünne Luft durch die Höhenlage. Diese Bedingungen kommen einem Standort im Weltall schon recht nahe.
Bei einem Teleskop dieser Größenordnung ist man bestrebt, nach möglichst vielen Kriterien optimale Beobachtungsverhältnisse zu erreichen. Besonders geeignet sind deshalb möglichst hoch gelegene Standorte in sehr trockenen Gebieten mit möglichst geringer seismischer Aktivität. Die Nähe zum Meer ist günstig, weil dort weniger störende Luftturbulenzen auftreten. Außerdem sollte der Standort möglichst weit von größeren Ballungsräumen entfernt sein, um Störeinflüsse durch Streulicht zu vermeiden. Deshalb kommen z. B. Europa oder die nordamerikanischen Küsten von vornherein nicht in Betracht, da sie viel zu dicht besiedelt sind.
Eine etwas geringere Rolle spielt die Erreichbarkeit, da die Astronomen nicht mehr immer persönlich für die Beobachtungen anreisen müssen. Hochqualifiziertes Personal vor Ort, das die komplizierten Instrumente genau kennt, führt immer öfter die Beobachtungen nach den Anweisungen des Antragstellers aus. Die Beobachtungsdaten werden per Internet oder auf Datenträgern verschickt.

## Ausblick
Eine Studie des OWL-Konzepts wurde fertiggestellt und im Herbst 2005 von einer Expertenkommission geprüft. Während die Stichhaltigkeit des Konzepts anerkannt wurde, empfahl die Kommission wegen der Risiken für Kosten und Zeitplan stattdessen ein immer noch sehr großes Teleskop mit 39 m Hauptspiegeldurchmesser, das seit 2013 von der ESO gebaut wird und 2017 in Extremely Large Telescope umbenannt wurde. Insofern hat sich eine scherzhafte Erklärung der Abkürzung bewahrheitet, in der OWL für „Originally was larger“ (Ursprünglich war es größer) steht.